# カリブの海賊
- ディズニーパーク > 東京ディズニーリゾート > 東京ディズニーランド
  - アドベンチャーランド > カリブの海賊
  - 東京ディズニーランドのアトラクションの一覧 > カリブの海賊

カリブの海賊（カリブのかいぞく、Pirates of the Caribbean）とは、世界のディズニーパークにあるアトラクションである。

## 概要

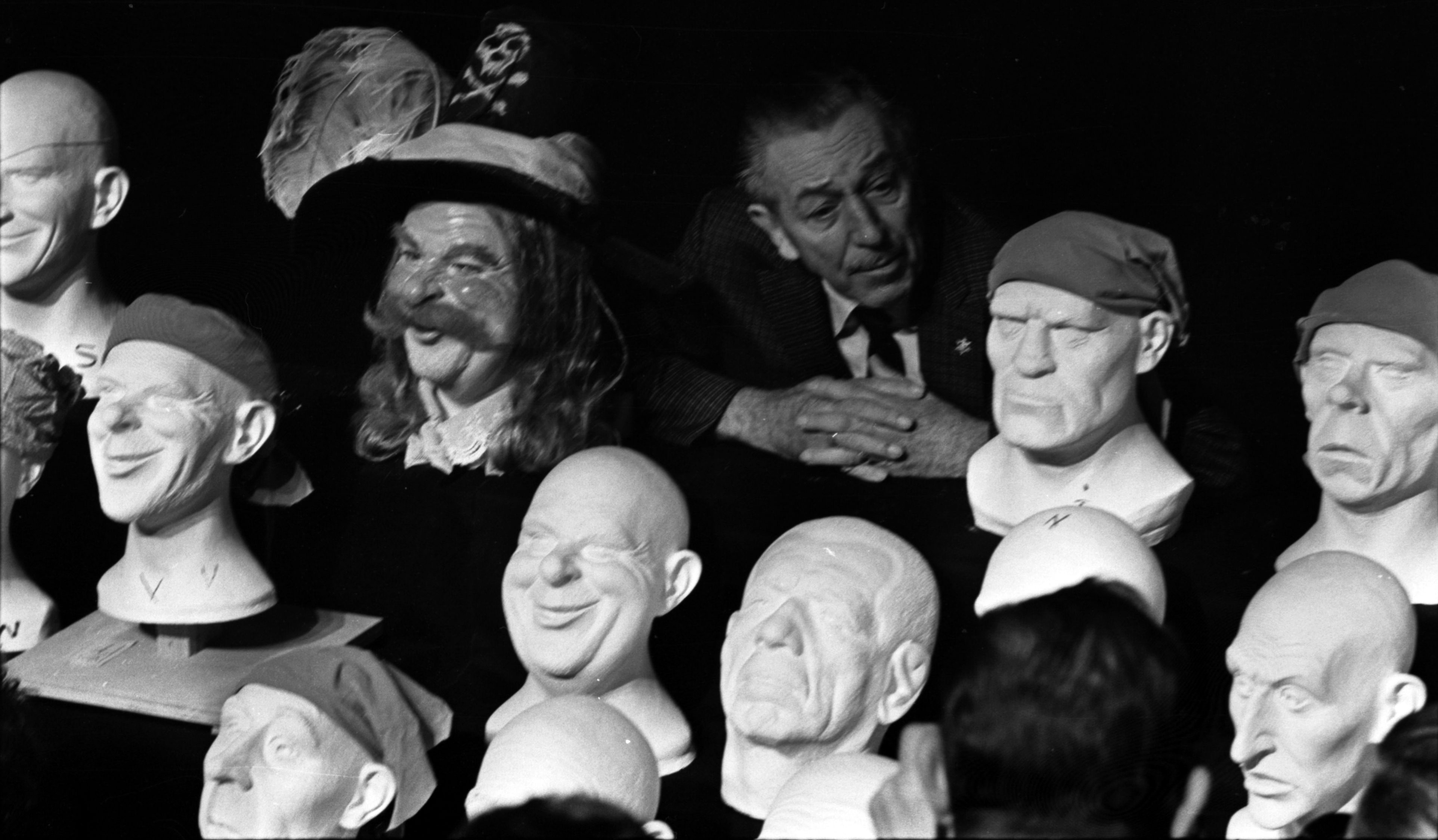
ディズニーランドのアトラクションで使用するためにプラスチックのヘッドを検査するウォルト ディズニー（1966年）。

カリブの海賊は、ウォルト・ディズニー自身が設計に携わった最後のアトラクションであり、ウォルトの死から3ヶ月後にディズニーランドで初めて公開された。ディズニーランドでは、ニューオリンズスクエアに所在する。アトラクションは、ゲストがバトーと呼ばれるボート型のフロート式ライドに乗り、オーディオアニマトロニクス技術を駆使して造られた海賊、市民、動物、骸骨、などで再現されたカリブ海の海賊の抗争と失われた財宝を巡る冒険を体験する。テーマ曲は、ジョージ・ブランズとX・アテンシオ作曲の「ヨー・ホー〜パイレーツ・ライフ・フォー・ミー〜」で、上海ディズニーランド版以外ではこの曲をアトラクションで聞くことが出来る。

## このアトラクションが存在するパーク
- ディズニーランド（ディズニーランド・リゾート）
- マジック・キングダム（ウォルト・ディズニー・ワールド・リゾート）
- 東京ディズニーランド（東京ディズニーリゾート）
- ディズニーランド・パーク（ディズニーランド・パリ）
- 上海ディズニーランド（上海ディズニーリゾート）

## 各施設紹介

### ディズニーランド
| カリブの海賊 Pirates of the Caribbean | カリブの海賊 Pirates of the Caribbean | カリブの海賊 Pirates of the Caribbean | カリブの海賊 Pirates of the Caribbean |
| ------------------------------------- | ------------------------------------- | ------------------------------------- | ------------------------------------- |
| オープン日                            | オープン日                            | 1967年3月18日                         | 1967年3月18日                         |
| スポンサー                            | スポンサー                            | なし                                  | なし                                  |
| 所要時間                              | 所要時間                              | 約16分30秒                            | 約16分30秒                            |
| 定員                                  | 定員                                  | 24人/1隻                              | 24人/1隻                              |
| 利用制限                              |                                       | なし                                  | なし                                  |
| ファストパス                          | ファストパス                          |                                       | 対象外                                |
| シングルライダー                      | シングルライダー                      |                                       | 対象外                                |

全てのパークの元となるディズニーランド版はニューオーリンズ・スクエアに位置し、アトラクションの外観も典型的なアメリカ南部の都市ルイジアナ州ニューオーリンズの往年の町並みに溶け込んだレストランかホテルのようなものとなっている。最初に2回降下する。当初のボートの定員は4人がけ5列の20名だったが、現在は1列増え4人がけ6列の24名になっている。
2006年に映画『パイレーツ・オブ・カリビアン/呪われた海賊たち』・『パイレーツ・オブ・カリビアン/デッドマンズ・チェスト』・『パイレーツ・オブ・カリビアン/ワールド・エンド』といった『パイレーツ・オブ・カリビアン』シリーズ3作をモチーフとした登場人物や内容を追加して一部内容が変更された。映画版のキャラクター「キャプテン・ジャック・スパロウ」や「キャプテン・ヘクター・バルボッサ」、「デイヴィ・ジョーンズ」などが登場するようになったものの、基本的な構成に変更はない。マジック・キングダム、東京、パリでも同様の変更が行われた。

### マジック・キングダム
| カリブの海賊 Pirates of the Caribbean | カリブの海賊 Pirates of the Caribbean | カリブの海賊 Pirates of the Caribbean | カリブの海賊 Pirates of the Caribbean |
| ------------------------------------- | ------------------------------------- | ------------------------------------- | ------------------------------------- |
| オープン日                            | オープン日                            | 1973年12月15日                        | 1973年12月15日                        |
| スポンサー                            | スポンサー                            | なし                                  | なし                                  |
| 所要時間                              | 所要時間                              | 約8分30秒                             | 約8分30秒                             |
| 定員                                  | 定員                                  | 24人/1隻                              | 24人/1隻                              |
| 利用制限                              |                                       | なし                                  | なし                                  |
| ファストパス                          | ファストパス                          |                                       | ○                                     |
| シングルライダー                      | シングルライダー                      |                                       | 対象外                                |

フロリダ版はアドベンチャーランドに位置する。内容はアナハイム版と基本的に同じだが、他のパークよりコースが若干短めで、演出も若干異なっており、降下箇所は前半の1箇所のみとなっている。建物の外観はスパニッシュ風。2006年に映画『パイレーツ・オブ・カリビアン』シリーズにちなんだ改装がなされている。ディズニー・ファストパス対象のアトラクションである。当初のボートの定員は4人がけ5列の20名だったが、現在は1列増え4人がけ6列の24名になっている。

### 東京ディズニーランド
| カリブの海賊 Pirates of the Caribbean | カリブの海賊 Pirates of the Caribbean | カリブの海賊 Pirates of the Caribbean                                           | カリブの海賊 Pirates of the Caribbean                                           |
| ------------------------------------- | ------------------------------------- | ------------------------------------------------------------------------------- | ------------------------------------------------------------------------------- |
| オープン日                            | オープン日                            | 1983年4月15日（東京ディズニーランドと同時にオープン） 2007年7月20日リニューアル | 1983年4月15日（東京ディズニーランドと同時にオープン） 2007年7月20日リニューアル |
| スポンサー                            | スポンサー                            | KIRIN                                                                           | KIRIN                                                                           |
| 所要時間                              | 所要時間                              | 約15分                                                                          | 約15分                                                                          |
| 定員                                  | 定員                                  | 20人/1艘                                                                        | 20人/1艘                                                                        |
| 利用制限                              |                                       | なし                                                                            | なし                                                                            |
| ファストパス                          | ファストパス                          |                                                                                 | 対象外                                                                          |
| シングルライダー                      | シングルライダー                      |                                                                                 | 対象外                                                                          |

東京版はアナハイム版とフロリダ版を融合させたようにデザインされており、構成や外観などはほとんど同じである。東京ディズニーランドではアドベンチャーランドに位置しているが、このアトラクションの周辺はルイジアナ州ニューオーリンズの町並みが再現されており、実質的にはこのアトラクションと周辺のエリアはディズニーランド（アナハイム）の「ニューオーリンズ・スクエア」を一部取り込んだものである。降下する回数は最初の1回のみ。ただし、他のパークとは異なりボートに安全バーは搭載されておらず、乗車時にキャストから、前にある手すりにつかまるよう指示される(搭乗後は降下箇所直前のトーキング・スカルからも同様の注意喚起が行われている)。
リニューアル前のカリブの海賊については東京ディズニーランドのアトラクションの一覧#（旧）カリブの海賊を参照。
2007年、先行するアナハイム版やフロリダ版と同じように映画シリーズにちなむ大幅なリニューアルがなされた。このリニューアル後は、映画版のキャラクター「キャプテン・ジャック・スパロウ」や「キャプテン・ヘクター・バルボッサ」「デイヴィ・ジョーンズ」などが登場している。
アトラクションに入って左手奥に、広いキューライン（待ち列）エリアがあるが、こちらは混雑期にしか使用されない。また、このキューラインエリアには2階が存在するが、ここは「ブルーバイユー・レストラン」へと繋がっており、かつては同レストランへの雨天用通路として使用されていたが、現在はそのような案内は行なわれていない。そのため通常はゲストは立ち入ることはできないが、2003年から2004年にかけて開催された「東京ディズニーランド20thアニバーサリー」のキャンペーン景品受け渡し場所として使用されるなど、限定的な使用が時折なされることがある（現在キャンペーンの景品受け渡しなどは、トゥモローランドにある「トゥモローランド・ホール」を基本的に使用している）。
2011年には左手奥のキューラインが使用され、『パイレーツ・オブ・カリビアン/生命の泉』に関するコンセプトアートなどの展示が行われていた。

#### キャスト
| 役名             | 声優                                                        |
| ---------------- | ----------------------------------------------------------- |
| トーキングスカル | 納谷悟朗（1983年、旧版） 堀勝之祐（2007年、リニューアル版） |

### ディズニーランド・パリ
| カリブの海賊 Pirates of the Caribbean | カリブの海賊 Pirates of the Caribbean | カリブの海賊 Pirates of the Caribbean                             | カリブの海賊 Pirates of the Caribbean                             |
| ------------------------------------- | ------------------------------------- | ----------------------------------------------------------------- | ----------------------------------------------------------------- |
| オープン日                            | オープン日                            | 1992年4月12日（ユーロ・ディズニーランド（当時）と同時にオープン） | 1992年4月12日（ユーロ・ディズニーランド（当時）と同時にオープン） |
| スポンサー                            | スポンサー                            | なし                                                              | なし                                                              |
| 所要時間                              | 所要時間                              | 約10分                                                            | 約10分                                                            |
| 定員                                  | 定員                                  | 24人/1隻                                                          | 24人/1隻                                                          |
| 利用制限                              |                                       | なし                                                              | なし                                                              |
| ファストパス                          | ファストパス                          |                                                                   | 対象外                                                            |
| シングルライダー                      | シングルライダー                      |                                                                   | 対象外                                                            |

パリ版はアドベンチャーランドのカリビアンエリアにある。パリ版も他のパークの同名のアトラクションとほぼ同様の内容となっているが、海賊船同士の戦闘や宝の山などのシーンの登場順など、ストーリー展開が大きく異なる。降下は前半1回、後半2回となる。また、海賊砦や地下牢をモチーフにした外観やエントランスなどのデザインが他のパークとは大きく異なっている。映画「パイレーツ・オブ・カリビアン」に登場する港町の砦は、このパリ版の外観やプレショーである地下牢部分と類似性が見られる。
アナハイム版、フロリダ版、東京版がリニューアルされた後も長らくパリ版のみオリジナル版のままだったが2017年7月24日にリニューアルオープンし、他パーク同様映画『パイレーツ・オブ・カリビアン』シリーズのキャラクターが登場するようになった。
エントランスからボート型のライド乗り場まではかなり長い洞窟風の通路となっている。ライド乗り場から最初のスライダーまでの間はカリブ海の南国風となっており、東京ディズニーランドのものよりも本来のカリブ海沿岸の地形や街のイメージに近い。また乗り場直後の河岸にはジャック・スパロウの名前を冠したレストランがある。